# Antti Louhisto
Antti Louhisto, född 1 januari 1918 i Vederlax, död 17 juli 1989 i Åbo, var en finländsk skulptör och tecknare.
Louhisto studerade vid Finlands konstakademis skola som Ben Renvalls elev 1945–1948 och ställde första gången ut 1957. Han är mest känd för sina jordnära skulpturer, av vilka många är skämtsamma småskulpturer av människor, men i synnerhet djurfigurer av sten, trä och brons. Han utförde bland annat monumentet över i Karelen stupade och kvarblivna krigare i sin hemkommun S:t Marie (1967) samt Åbo och Leningrads vänskapsstaty utanför Åbo konstmuseum (1969). År 1965 erhöll han Pro Finlandia-medaljen.
Åbo konstmuseum arrangerade 1989, strax innan Louhistos död, en retrospektiv utställning över honom.